# Vol Aeroflot 411
Le vol Aeroflot 411 était un vol assuré par un Iliouchine Il-62 quadrimoteur au départ de l'aéroport de Cheremetievo, à Moscou à destination du Sénégal quand il s’écrasa et fut détruit par le feu peu après son décollage,. 
Une alarme incendie moteur s’alluma peu après le décollage, le pilote coupa l’alimentation des deux moteurs et essaya de revenir à l'aéroport de Sheremetyevo. En essayant de retourner vers l'aéroport sur deux moteurs, les pilotes perdirent le contrôle de l'Il-62 qui s’écrasa dans un champ et brûla. L’enquête conclut que les alarmes d'incendie étaient erronées.